# SSD Opoeteren
SSD Opoeteren is een Belgische voetbalclub uit Opoeteren. De club is bij de Belgische Voetbalbond aangesloten met stamnummer 7336 en heeft paars-wit als kleuren. De eerste ploeg is actief in de Limburgse Vierde Provinciale. In het seizoen 2012 - 2013 werd de ploeg kampioen zodat ze in 2013 opnieuw in de derde provinciale afdeling zullen uitkomen.

## Geschiedenis
De club sloot aan bij de KBVB in 1969, maar al sinds 1959 werd er in Opoeteren-dorp gevoetbald. Opoeteren bleef in de lagere provinciale reeksen spelen. Na een titel in Derde Provinciale D in 1999 promoveerde men naar Tweede Provinciale. Daar bleef men tot 2002/03 spelen. De club speelde nooit hoger. In 2003 volgde opnieuw de degradatie naar Derde Provinciale en het seizoen daarna degradeerde de club opnieuw, dan naar Vierde Provinciale.

## Ex-spelers
De bekendste ex-(jeugd)speler is Wilfried Delbroek, ooit bekerwinnaar en landskampioen met KRC Genk en toen ook enkele keren international. Ook voetbalscheidsrechter Christof Virant speelde enige tijd voor de club.